# Almáchar
Almáchar è un comune spagnolo di 1 928 abitanti situato nella comunità autonoma dell'Andalusia.